# Karen Handel
Karen Christine Handel, nata Walker (Washington, 18 aprile 1962), è una politica statunitense, membro della Camera dei Rappresentanti per lo stato della Georgia dal 2017 al 2019.

## Biografia
Nata a Washington, la Handel crebbe nel Maryland in una famiglia in cui la madre aveva gravi problemi di alcolismo e dopo il liceo si iscrisse all'università senza conseguire mai la laurea. Lavorò per la Hallmark Cards e successivamente, entrata in politica con il Partito Repubblicano, fu collaboratrice della Second Lady Marilyn Quayle e del governatore della Georgia Sonny Perdue. Fu impiegata inoltre presso multinazionali come Ciba Vision e KPMG e rivestì la carica di presidente della camera di commercio della contea di Fulton.
Nel 2006 fu eletta Segretario di Stato della Georgia, carica che mantenne fino al 2009. In quell'anno, infatti, la Handel lasciò l'incarico per dedicarsi alla campagna elettorale che aveva avviato candidandosi alla carica di governatore della Georgia. Nelle primarie repubblicane, la Handel avanzò al ballottaggio con l'ex deputato Nathan Deal, che la sconfisse di misura con un margine di circa duemilacinquecento voti.
Qualche mese dopo la sconfitta, la Handel venne assunta come dirigente dall'associazione no profit Susan G. Komen for the Cure, lasciando l'incarico nel febbraio 2012 dopo una polemica che l'aveva riguardata. A gennaio, infatti, la Handel aveva annunciato la rottura di ogni rapporto con Planned Parenthood, motivando la decisione con l'adozione di una nuova politica tramite la quale l'associazione avrebbe tagliato i fondi alle organizzazioni sotto inchiesta da parte di agenzie governative (Planned Parenthood era oggetto di investigazioni da parte di alcuni repubblicani del Congresso in relazione all'uso dei fondi come finanziamenti per servizi di aborto). Jeffrey Goldberg, dalle pagine del The Atlantic, svelò che tre diverse fonti riferivano di come l'adozione di questa nuova politica fosse stata guidata proprio dalla Handel al solo scopo di ottenere una buona scusa per tagliare i finanziamenti a Planned Parenthood, la cui missione non era in linea con le sue idee antiabortiste. Alcuni giorni dopo, anche sull'Huffington Post vennero confermati gli stessi retroscena sull'operato di Karen Handel. In seguito alla polemica, la fondatrice del Susan G. Komen for the Cure, Nancy Brinker, annunciò la ripresa dei rapporti con Planned Parenthood e fornì delle scuse pubbliche in merito all'inconveniente, mentre un comunicato ufficiale dell'organizzazione dichiarò che la nuova politica sarebbe stata emendata. A poche ore di distanza giunsero le dimissioni della Handel. La vicenda, pur essendosi apparentemente risolta nel giro di qualche giorno, ebbe delle pesanti ricadute in termini economici: in quell'anno fiscale, il Susan G. Komen for the Cure perse circa il 22% delle entrate finanziarie e, a detta degli stessi dirigenti, gran parte di quei risultati furono dovuti alla controversia che il Los Angeles Times definì "uno dei più grandi passi falsi nelle pubbliche relazioni del decennio".
Nel 2014 si candidò al Senato, ottenendo l'endorsement di Sarah Palin, ma giunse solo terza nelle primarie repubblicane.
Tre anni dopo, quando il deputato Tom Price entrò a far parte dell'amministrazione Trump, vennero indette delle elezioni speciali per assegnare il suo seggio alla Camera dei Rappresentanti. La Handel prese parte alla competizione elettorale, che si tenne nella modalità della cosiddetta jungle primary: invece delle consuete primarie separate tra repubblicani e democratici, i candidati si presentano tutti sulla medesima lista e, se nessuno di essi raggiunge il 50% delle preferenze, i primi due classificati si scontrano al ballottaggio. I repubblicani in lotta per il seggio erano undici compresa la Handel, mentre in campo democratico il candidato principale fu il giovane liberale Jon Ossoff. Questi riuscì a raccogliere oltre otto milioni di fondi per la propria campagna elettorale, surclassando la concorrenza repubblicana e consentendo quindi ai democratici di sperare nella conquista di un seggio considerato una roccaforte conservatrice. Tali circostanze portarono dunque la stampa nazionale ed internazionale a considerare l'elezione una specie di referendum sui primi mesi della presidenza Trump e l'attenzione sulla corsa aumentò quando Ossoff si aggiudicò il primo turno raggiungendo il 48,1% delle preferenze contro il 19,8% del secondo classificato, che si rivelò essere proprio la Handel. Per via degli importanti interessi in gioco, a causa del valore simbolico che aveva assunto la competizione, la campagna elettorale per il ballottaggio tra i due candidati vide un massiccio investimento economico da ambo le parti, finendo per divenire la più costosa della storia. Al termine della corsa, la Handel riuscì a sconfiggere Ossoff con circa cinque punti percentuali di scarto. Karen Handel divenne inoltre la prima donna repubblicana ad essere eletta deputata per lo stato della Georgia.
Un anno e mezzo dopo però, nelle elezioni di medio termine, Karen Handel perse la rielezione, con un margine di circa un punto percentuale, contro la democratica Lucy McBath, attivista per il controllo delle armi e madre di un ragazzo ucciso in una stazione di servizio dopo una lite; abbandonò così il seggio appena conquistato che passò nelle mani dei democratici.
Ideologicamente la Handel si configura come una repubblicana estremamente conservatrice. Oltre ad essere una accanita antiabortista, si è espressa contro la ricerca sulle staminali, contro il salario minimo e contro il matrimonio tra persone dello stesso sesso, le unioni civili e le adozioni gay. È inoltre una sostenitrice di molte delle politiche di Donald Trump, tra cui la decisione di recedere dall'accordo di Parigi negoziato durante la XXI Conferenza delle Parti dell'UNFCCC.